# Etchojoa
Etchojoa est une communauté de l'État de Sonora, au Mexique. Sa superficie est de 1 220 km2. À l'ouest, à 10 km, se trouve la plage de Siaric dans la mer de Cortez. Les villes suivantes appartiennent à cette municipalité : Vasconia, Bacame Nuevo, Basconcobe, Buaysiacobe, Bacobampo, Campanichaca, Caurarajaqui (La Soto), Chucarit, Sahuaral, Las Mil Hectáreas (Las Miles), Las Playitas, Mochipaco, Mocorúa, San Pedro, Villa Tres Cruces, entre autres.
Etchojoa signifie « Maison du cactus » (Etcho signifiant Stenocereus thurberi). Habitée à l'origine par la tribu Mayo, elle donne son nom à la vallée où elle est située ainsi qu'à la rivière qui la traverse. Etchojoa est l'une des sept villes qui composent le groupe ethnique Mayo.

## Démographie
Au recensement de 2010, la communauté comptait 9 710 habitants.

## Histoire
La communauté a été fondée en 1613 comme ville touristique de la mission de Santa Cruz del Río Mayo par le missionnaire jésuite Pedro Méndez. En 1796, lorsque le système missionnaire a décliné, deux grands ranchs de bétail à Etchojoa ont été attribués par titre à Marcos Valenzuela, initiant ainsi la métisation de la population. En 1909, elle a été déclarée municipalité.
En 1930, les premiers défrichements et dotations agraires sont réalisés, ce qui entraîne une accélération de la croissance démographique. Les villes de Bacobampo et Colonia Irrigación (qui fait actuellement partie de la municipalité de Benito Juárez) sont nées, parmi beaucoup d'autres.
La municipalité est située au sud de l'État de Sonora et est bordée au nord et à l'est par Navojoa, au sud par Huatabampo, au nord-ouest par Cajeme et à l'ouest par la mer de Cortez.
Elle possède un magnifique littoral avec des plages vierges qui ne sont pas actuellement exploitées pour le tourisme. La pêche est favorable et abondante : poisson-scie, mérou et corvina, entre autres. Un spectacle unique se répète au cours des premiers mois de chaque année : les baleines des eaux froides cherchent à se reproduire dans les eaux chaudes de la mer de Cortez.